# Peter Carl (Baumeister)
Peter Carl(l) (* 1541 in Hellingen; † 12. Februar 1617 in Sandhofen bei Worms) war ein deutscher Baumeister und Zimmermann.

## Leben
Seinen Beruf erlernte Carl bei seinem Vater und ging anschließend auf die Walz um bei anderen Meistern seine Kenntnisse zu erweitern. Dabei kam er u. a. auch nach Nürnberg, wo er sich später niederließ und auch heiratete. Der spätere Architekt Hanns Carl ist sein Sohn.
Im Jahr 1580 avancierte Carl zum Baumeister der Stadt Nürnberg auf Lebenszeit, wirkte aber mit Zustimmung des Nürnberger Rates öfters auch für andere Auftraggeber. So konstruierte und errichtete er 1585 das Pochwerk des Bergwerks Zur Eule in Böhmen. Ab 1593 engagierte Markgraf Georg Friedrich I. Carl für einige Projekte. Unter Leitung von Ratsbaumeister Wolf Jacob Stromer errichtete Carl zwischen 1596 und 1598 zusammen mit dem Steinmetz Jakob Wolff sein bekanntestes Werk, die Fleischbrücke in Nürnberg, die der Rialtobrücke in Venedig nachempfunden ist. In Nürnberg errichtete er unter anderem auch den Dachstuhl für das Pellerhaus und die neue Gründung für die Heilig-Geist-Kirche.
Dies war dann auch die Empfehlung des pfälzischen Statthalters Fürst Christian I., ihn 1601 in die Residenzstadt Amberg zu holen. Dort wirkte Carl beim Bau des Schlosses bis 1603 mit. 1616 engagierte Kurfürst Friedrich V. Carl und beauftragte ihn mit den Umbauarbeiten am Heidelberger Schloss. Bei diesen Arbeiten sollte Carl auch mit dem Ingenieur Salomon de Caus zusammenarbeiten, der mit der Planung und Ausführung des pfälzischen Gartens beauftragt worden war. Aus dieser Zusammenarbeit wurde nichts, da Carl bereits Anfang des darauffolgenden Jahres starb.